# Seleção Galesa de Futebol
A Seleção Galesa de Futebol representa o País de Gales nas competições de futebol da FIFA. Esta selecção só esteve quatro vezes em competições oficiais: participou da Copa do Mundo de 1958 (na qual chegou aos quartos-de-final) e da Copa do Mundo de 2022 (na qual foi eliminada na fase de grupos), e esteve também no Campeonato Europeu de 2016 (no qual chegou às semi-finais) e no Campeonato Europeu de 2020 (no qual foi eliminada nas oitavas de final).
O País de Gales não existe em competições olímpicas; nelas, os galeses competem juntamente com os ingleses, escoceses e norte-irlandeses pelo Reino Unido, cuja seleção obteve (como Grã-Bretanha) as medalhas de ouro nos Olímpicos de 1900, nos Jogos Olímpicos de 1908 e nos Jogos Olímpicos de 1912, apesar de formada basicamente por amadores ingleses.
Com a eleição de Londres como sede dos Jogos de 2012, surgiu a cogitação de que a Seleção Britânica voltasse para disputar a competição (não disputa as qualificações desde 1971). As federações de futebol da Escócia, País de Gales e Irlanda do Norte recusaram ceder seus jogadores, e decidiu-se amigavelmente que a seleção do Reino Unido competirá apenas com ingleses. Entretanto, o técnico da seleção teve liberdade para convocar qualquer jogador britânico, sendo assim jogadores 13 jogadores ingleses e 5 galeses foram convocados, entre eles o astro galês Ryan Giggs.

## Desempenho em competições

### Copas do Mundo
| Ano       | Fase                | Posição             | J                   | V                   | E                   | D                   | GP                  | GC                  |
| --------- | ------------------- | ------------------- | ------------------- | ------------------- | ------------------- | ------------------- | ------------------- | ------------------- |
| 1930–1938 | Não era membro FIFA | Não era membro FIFA | Não era membro FIFA | Não era membro FIFA | Não era membro FIFA | Não era membro FIFA | Não era membro FIFA | Não era membro FIFA |
| 1950–1954 | Não classificou-se  | Não classificou-se  | Não classificou-se  | Não classificou-se  | Não classificou-se  | Não classificou-se  | Não classificou-se  | Não classificou-se  |
| 1958      | Quartas de final    | 5/16                | 5                   | 1                   | 3                   | 1                   | 4                   | 4                   |
| 1962–2018 | Não classificou-se  | Não classificou-se  | Não classificou-se  | Não classificou-se  | Não classificou-se  | Não classificou-se  | Não classificou-se  | Não classificou-se  |
| 2022      | Fase de grupos      | 30/32               | 3                   | 0                   | 1                   | 2                   | 1                   | 6                   |
| Total     | 2/22                |                     | 8                   | 1                   | 4                   | 3                   | 5                   | 10                  |

### Eurocopas
| Ano       | Fase               | Posição            | J                  | V                  | E                  | D                  | GP                 | GC                 |
| --------- | ------------------ | ------------------ | ------------------ | ------------------ | ------------------ | ------------------ | ------------------ | ------------------ |
| 1960      | Não participou     | Não participou     | Não participou     | Não participou     | Não participou     | Não participou     | Não participou     | Não participou     |
| 1964–2012 | Não classificou-se | Não classificou-se | Não classificou-se | Não classificou-se | Não classificou-se | Não classificou-se | Não classificou-se | Não classificou-se |
| 2016      | Terceiro lugar     | 3/24               | 6                  | 4                  | 0                  | 2                  | 10                 | 6                  |
| 2020      | Oitavas de final   | 16/24              | 4                  | 1                  | 1                  | 2                  | 3                  | 6                  |
| 2024      | Não classificou-se | Não classificou-se | Não classificou-se | Não classificou-se | Não classificou-se | Não classificou-se | Não classificou-se | Não classificou-se |
| Total     | 2/16               |                    | 10                 | 5                  | 1                  | 4                  | 13                 | 12                 |

## Copa do Mundo de 1958
A classificação para a Copa do Mundo de 1958 contou com boa dose de sorte: os galeses tinham terminado em segundo lugar em seu grupo na UEFA, o que significava a eliminação. Enquanto isso, a Seleção Israelense aguardava um adversário advindo da África, adversário esse que seria o Sudão.
A Seleção Sudanesa, entretanto, recusou-se a jogar contra Israel, que se classificaria automaticamente à Copa sem disputar um único jogo, algo que a FIFA acabou não permitindo, decidindo que os israelenses decidiriam a vaga contra alguma seleção europeia que terminou em segundo lugar em seu grupo. Por sorteio, os belgas foram os escolhidos, mas recusaram. Um novo sorteio apontou Gales como adversários de Israel nesta repescagem, e, após duas vitórias por 2 a 0, uma fora e outra dentro de casa, então os galeses se classificaram para a sua primeira Copa do Mundo - curiosamente, o mundial de 1958 foi o único que contou com as quatro seleções do Reino Unido. Após 64 anos, a seleção de futebol do País de Gales conseguiu sua segunda classificação para uma Copa do Mundo: a Copa do Mundo de 2022, a ser disputada no Catar. 
O País de Gales conseguiu eliminar a Hungria, então vice-campeã mundial. Foi eliminado pelo Brasil nas quartas-de-final, tornando-se a primeira seleção a tomar um gol em Copas do menino Pelé, então com apenas 17 anos.

## Campeonato Europeu de Futebol de 2016
Passados 58 anos desde a única presença numa Copa do Mundo, o País de Gales voltou a se classificar para uma competição oficial, desta vez para um Campeonato Europeu. Na fase de qualificação, os galeses tinham a Bélgica e a Bósnia e Herzegovina como maiores adversários do seu grupo. Sendo um grupo quase acessível, os galeses terminaram a campanha no segundo lugar do grupo B, classificando-se para a fase final de um Europeu pela primeira vez na história. Sendo assim, o País de Gales enfrentou, na fase de grupos, a Eslováquia, a rival Inglaterra e a Rússia. Num grupo que parecia ser muito complicado de ultrapassar, os galeses não se deixaram subestimar e classificaram-se para os oitavos-de-final, tirando inclusive o primeiro lugar do grupo à Inglaterra, mesmo perdendo contra os mesmos. Os galeses não se satisfizeram apenas com a passagem aos oitavos e acabaram por ir muito mais longe: nos oitavos, eliminaram a Irlanda do Norte com uma vitória por 1-0, e depois, afastaram um dos adversários da fase de qualificação, a Bélgica, agora com nova vitória por 3-1, sendo que o País de Gales nunca perdeu com a Bélgica na fase de qualificação. A "caminhada" surpreendente do País de Gales até à semi-final da prova levou com que os jornais galeses descrevessem a equipa presente em França como "a melhor selecção que o País de Gales alguma vez teve", e até afirmando que "o País de Gales nunca mais iria ter uma equipa com tanta qualidade como aquela". A campanha galesa viria a acabar nas semi-finais, com uma derrota por 2-0 frente ao futuro campeão Portugal.

## Copa do Mundo FIFA de 2022
Para as eliminatórias para a Copa do Mundo de 2022, o País de Gales foi sorteado no Grupo E com Bélgica, República Tcheca, Bielorrússia e Estônia, com Page novamente atuando como técnico interino nas partidas de 2021 e 2022. O País de Gales terminou em segundo lugar no Grupo E e avançou para a fase de repescagem de qualificação.
A música Yma o Hyd foi cantada ao vivo por Dafydd Iwan antes do início do penúltimo jogo da campanha de qualificação para a Copa do Mundo da FIFA contra a Áustria, com a vitória do País de Gales por 2–1. Depois de derrotar a Áustria na semifinal do play-off, o País de Gales se classificou para a Copa do Mundo após 64 anos com uma vitória por 1 a 0 sobre a Ucrânia no Cardiff City Stadium em 5 de junho de 2022. Yma o Hyd foi novamente cantado antes do partida e Gareth Bale, o capitão galês também liderou o time galês cantando junto com Iwan após o apito final. 
Para a Copa do Mundo de 2022 no Catar, o País de Gales foi sorteado no Grupo B com Inglaterra, Irã e Estados Unidos. O País de Gales estreou com um empate em 1–1 diante dos Estados Unidos, o gol da seleção galesa foi marcado por Gareth Bale de pênalti. Na segunda rodada, acabou sofrendo o revés diante do Irã por 2–0. Na última rodada, ainda com chances de classificação as Oitavas-de-final, acabou perdendo por 3–0 para a Inglaterra, resultado que eliminou Gales do mundial. Na Copa do Mundo de 2022, a participação da seleção galesa contou com a presença em peso de sua torcida, marcando o apoio e amor ao país, além disso, a música Yma o Hyd foi bastante entoada nos jogos.

## Uniformes

### Uniformes atuais

#### Uniformes dos jogadores
- 1º - Camisa vermelha, calção branco e meias vermelhas;
- 2º - Camisa branca, calção vermelho e meias brancas.

| 1º Uniforme | 2º Uniforme |

#### Uniformes dos goleiros
- Camisa preta, calção e meias pretas;
- Camisa verde, calção e meias verdes;
- Camisa amarela, calção e meias amarelas.

| Cores do Time · Cores do Time · Cores do Time · Cores do Time · Cores do Time | Cores do Time · Cores do Time · Cores do Time · Cores do Time · Cores do Time | Cores do Time · Cores do Time · Cores do Time · Cores do Time · Cores do Time |

#### Uniformes de treino
- Camisa vermelha, calção preto e meias brancas;
- Camisa preta, calção preto e meias brancas.

| Jogadores | C. Técnica |